# Víťaz
Víťaz (in ungherese Nagyvitéz) è un comune della Slovacchia facente parte del distretto di Prešov, nella regione omonima.